# Le Diable par la queue
Pour le film de Frank Borzage, voir Le Diable par la queue (film, 1926).
Pour plus de détails, voir Fiche technique et Distribution.
Le Diable par la queue est un film franco-italien sorti en 1969 et réalisé par Philippe de Broca.

## Synopsis
Dans un château délabré du XVIIe siècle, propriété d'une famille de nobles désargentés, on attire les touristes avec la complicité du garagiste local amoureux de la petite-fille de la châtelaine. Jusqu'au jour où arrivent un séduisant gangster et ses deux complices qui transportent le butin de leur dernier méfait. La famille de châtelains n'a aucunement l'intention de laisser passer une pareille aubaine. Et le gangster est-il vraiment si pressé de partir ?

## Fiche technique
- Réalisation : Philippe de Broca
- assistant réalisateur : Claude Miller

- Scénario : Daniel Boulanger et Philippe de Broca (non crédité)
- Adaptation et dialogues : Daniel Boulanger et Claude Sautet
- Décors : Dominique André
- Costumes : Jacques Fonteray
- Photographie : Jean Penzer
- Son : Jean Labussière
- Montage : Françoise Javet
- Musique : Georges Delerue
- Scripte : Suzanne Durrenberger
- Production : Michelle de Broca, Philippe de Broca et Alberto Grimaldi
- Sociétés de production : 
  - Les Productions Artistes Associés, Fildebroc Productions
  - Produzioni Europee Associati, Produzioni Associate Delphos
- Sociétés de distribution : United Artists (France), Lopert Pictures Corporation (USA)
- Pays d'origine :  France,  Italie
- Langue originale : français
- Format : couleur (Eastmancolor) — 35 mm — 1,37:1 — son Mono
- Genre : comédie
- Durée : 98 minutes
- Date de sortie : France : 6 février 1969
- Affiche : Jouineau Bourduge (France)

## Distribution
- Madeleine Renaud : la marquise de Coustines
- Jean Rochefort : Georges, comte de Coustines
- Maria Schell : Diane, comtesse de Coustines
- Marthe Keller avec parfois la voix de Nadine Alari : Amélie, baronne de Coustines
- Clotilde Joano : la comtesse Jeanne, la cousine pianiste
- Xavier Gélin : Charly, le petit garagiste
- Claude Piéplu : Monsieur Patin, le client assidu
- Jean-Pierre Marielle : Jean-Jacques Leroy-Martin, le « play-boy »
- Tanya Lopert : Cookie, la minette
- Yves Montand : le « baron » César Maricorne
- Jacques Balutin : Max, un gangster
- Pierre Tornade : Schwartz, un gangster
- Janine Berdin : Madame Passereau
- Charles Mallet : le commissaire

### Non crédités
- Eddy Roos : Monsieur Passereau
- Michèle Moyenin : une passante à la recherche du baron César
- Philippe de Broca : un touriste suédois
- Nadine Alari : doublage de la voix de Marthe Keller sur certaines scènes

## Autour du film
L'atmosphère de ce film tient à la période du tournage (été 1968), au lieu de tournage (le château de Fléchères dans le département de l'Ain), à la musique de Georges Delerue, à la distribution, mais aussi au fait que le Philippe de Broca venait juste de rencontrer Marthe Keller : elle traverse tout le film en minijupe et pieds nus (ils vivront quelques années ensemble, et auront un enfant).
Plusieurs thèmes musicaux accompagnent l'histoire. Le plus connu, le « thème de Jeanne », apporte une sérénité au récit, mais également une mélancolie particulière. Cette comédie alterne en effet les scènes burlesques rappelant le théâtre de boulevard, et des instants plus graves et poétiques. Le « thème de César », plus dansant, est également adapté pour la scène de la messe en un kyrie grégorien. Lors de cette même scène, on peut également entendre le Adoro te devote de saint Thomas d'Aquin.